# Franz von Trauschenfels
Johann Peter Franz Trausch von Trauschenfels (29. června 1821 Brašov – 1. června 1881 Brašov) byl právník a politik ze Sedmihradska německé národnosti (sedmihradští Sasové).
Po právních studiích pracoval na praxi v úřadech ve Vídni a Brašov, od roku 1850 provozoval samostatnou advokátskou živnost v Brašově.
Počátkem 60. let se s obnovou ústavního systému vlády zapojil i do vysoké politiky. V zemských volbách byl zvolen na Sedmihradský zemský sněm. Působil také coby poslanec Říšské rady (celostátního parlamentu Rakouského císařství), kam ho delegoval Sedmihradský zemský sněm roku 1863 (Říšská rada tehdy ještě byla volena nepřímo, coby sbor delegátů zemských sněmů). 20. října 1863 složil slib. V rejstříku poslanců pro zasedání Říšské rady od roku 1864 již uveden není. Politicky byl orientován jako regalista.